# Banatsko Novo Selo
Banatsko Novo Selo (srp.: Банатско ново село , nje.: Neudorf, Banater Neudorf, Pfefferthal, mađ.: Ujfalu, Réva-Ujfalu, Bánát-Ujfalu, rum.: Satu Nou) je selo u Banatu u Vojvodini.
Nalazi se na 44°59′23″ sjeverne zemljopisne širine i 20°47′01″ istočne zemljopisne dužine.

## Hrvati u Banatskom Novom Selu
Banatsko Novo Selo danas (po stanju od 15. prosinca 2002.) daje 1 elektora u Hrvatsko nacionalno vijeće Republike Srbije.

## Stanovništvo
U naselju Banatsko Novo Selo živi 7.345 stanovnika, od toga 5.903 punoljetna stanovnika, a prosječna starost stanovništva iznosi 41,3 godina (39,6 kod muškaraca i 43,0 kod žena). U naselju ima 2.269 domaćinstava, a prosječan broj članova po domaćinstvu je 3,17.
| Etnički sastav 2002. |            |        |
| Narod                | Stanovnika | %      |
| Srbi                 | 4.837      | 65,85% |
| Rumunji              | 2.036      | 27,71% |
| Romi                 | 110        | 1,49%  |
| Jugoslaveni          | 94         | 1,27%  |
| Crnogorci            | 22         | 0,29%  |
| Mađari               | 18         | 0,24%  |
| Makedonci            | 18         | 0,24%  |
| Hrvati               | 15         | 0,20%  |
| Slovaci              | 14         | 0,19%  |
| ostali               | 18         | 0,24%  |
| nepoznato            | 91         | 1,23%  |

| broj stanovnika | 6129  | 6378  | 7225  | 7872  | 7963  | 7987  | 7345  |
|                 | 1948. | 1953. | 1961. | 1971. | 1981. | 1991. | 2001. |

## Vanjske poveznice
- Karte, položaj i vremenska prognoza  Arhivirana inačica izvorne stranice od 20. ožujka 2008. (Wayback Machine)